# Casa consistorial de Logroño
La casa consistorial de Logroño es el edificio sede del Ayuntamiento de Logroño, España.

## Historia y características
Proyectado por el arquitecto Rafael Moneo en 1973-1974, la obra finalizó en 1980. La planta del edificio está concebida con una geometría triangular, con dos volúmenes triangulares desiguales. Los exteriores están acabados con piedra arenisca.